# Lijst van vlaggen van Luxemburgse gemeenten
Dit artikel bevat een lijst van vlaggen van Luxemburgse gemeenten. Het Groothertogdom Luxemburg is sinds 1 januari 2012 onderverdeeld in 106 gemeenten. De gemeenten vormen de kleinste bestuurlijke eenheid in Luxemburg en zijn verdeeld over 12 kantons die tot 2015 gegroepeerd waren in 3 districten. Luxemburg is opgedeeld in districten, welke zijn verdeeld in kantons en die zijn opgedeeld in gemeenten. Deze lijst is op dezelfde manier gesorteerd.
Door onder een vlag op 'Vlag van' te klikken, gaat u naar het artikel over de betreffende vlag. Door op de naam van de gemeente te klikken, gaat u naar het artikel over de betreffende gemeente.

## District Diekirch

### Kanton Clervaux

Vlag van Clervaux
Vlag van Parc Hosingen
Vlag van Troisvierges
Vlag van Weiswampach
Vlag van Wincrange

### Kanton Diekirch

Vlag van Bettendorf
Vlag van Bourscheid
Vlag van Diekirch
Vlag van Vallee de l'Ernz
Vlag van Erpeldange-sur-Sûre
Vlag van Ettelbrück
Vlag van Feulen
Vlag van Mertzig
Vlag van Reisdorf
Vlag van Schieren

### Kanton Redange

Vlag van Beckerich
Vlag van Préizerdaul
Vlag van Ell
Vlag van Grosbous
Vlag van Rambrouch
Vlag van Redange
Vlag van Saeul
Vlag van Useldange
Vlag van Vichten
Vlag van Wahl

### Kanton Vianden

Vlag van Vianden
Vlag van Putscheid
Vlag van Tandel

### Kanton Wiltz

Vlag van Boulaide
Vlag van Esch-sur-Sûre
Vlag van Eschweiler
Vlag van Goesdorf
Vlag van Kiischpelt
Vlag van Lac de la Haute-Sûre
Vlag van Wiltz
Vlag van Winseler

## District Grevenmacher

### Kanton Echternach

Vlag van Beaufort
Vlag van Bech
Vlag van Berdorf
Vlag van Consdorf
Vlag van Echternach
Vlag van Mompach
Vlag van Rosport
Vlag van Waldbillig

### Kanton Grevenmacher

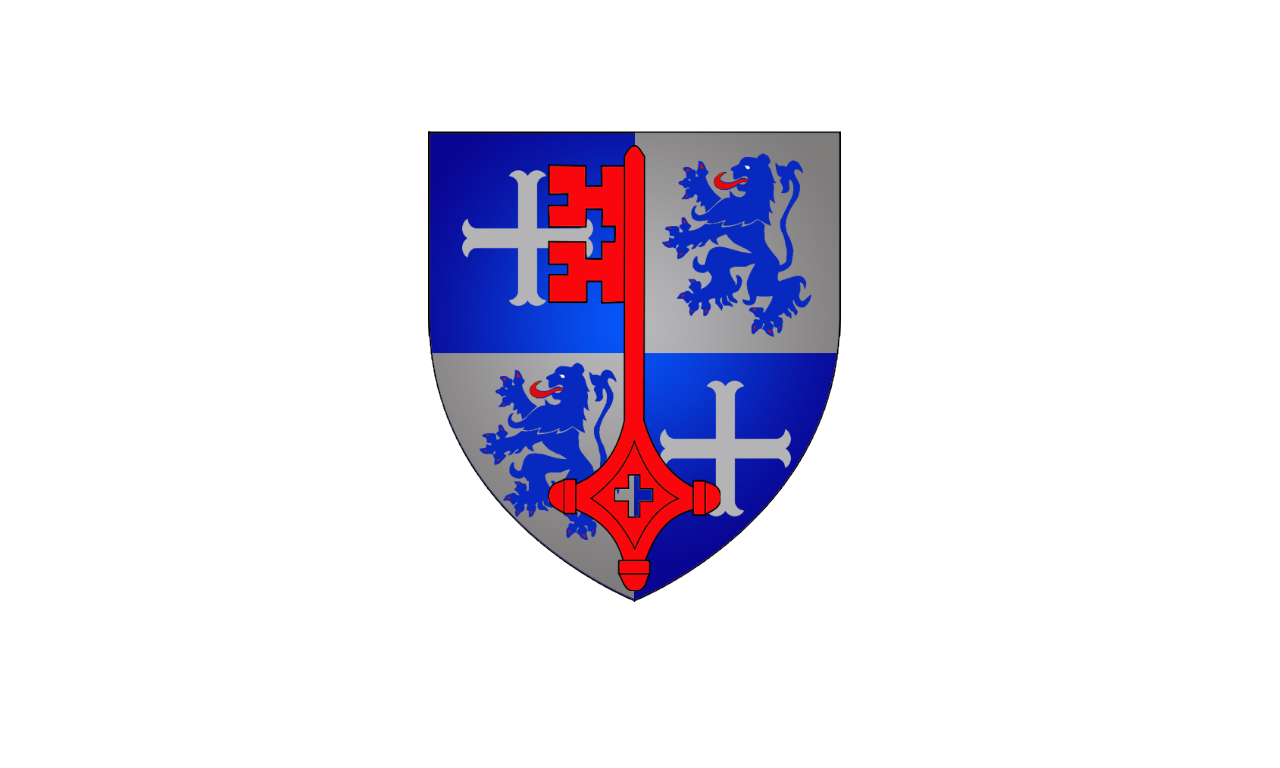
Vlag van Betzdorf
Vlag van Biwer
Vlag van Flaxweiler
Vlag van Grevenmacher
Vlag van Junglinster
Vlag van Manternach
Vlag van Mertert
Vlag van Wormeldange

### Kanton Remich

Vlag van Bous
Vlag van Dalheim
Vlag van Lenningen
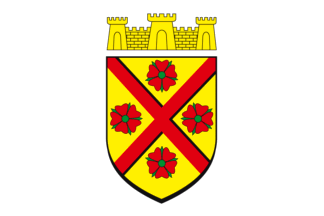
Vlag van Mondorf-les-Bains
Vlag van Remich
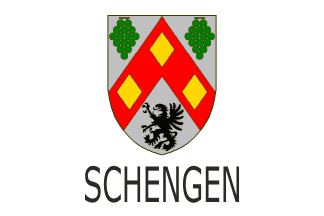
Vlag van Schengen
Vlag van Stadtbredimus
Vlag van Waldbredimus

#### Voormalige gemeenten

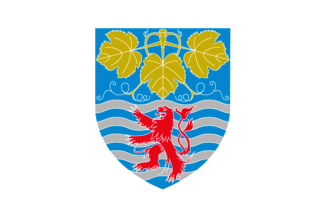
Vlag van Wellenstein

## District Luxemburg

### Kanton Capellen

Vlag van Dippach
Vlag van Garnich
Vlag van Hobscheid
Vlag van Käerjeng
Vlag van Kehlen
Vlag van Koerich
Vlag van Kopstal
Vlag van Mamer
Vlag van Septfontaines
Vlag van Steinfort

### Kanton Esch-sur-Alzette

Vlag van Bettembourg
Vlag van Differdange
Vlag van Dudelange
Vlag van Esch-sur-Alzette
Vlag van Frisange
Vlag van Kayl
Vlag van Leudelange
Vlag van Mondercange
Vlag van Pétange
Vlag van Reckange-sur-Mess
Vlag van Roeser
Vlag van Rumelange
Vlag van Sanem
Vlag van Schifflange

### Kanton Luxemburg

Vlag van Bartringen
Vlag van Contern
Vlag van Hesperange
Vlag van Luxemburg
Vlag van Niederanven
Vlag van Sandweiler
Vlag van Schuttrange
Vlag van Steinsel
Vlag van Strassen
Vlag van Walferdange
Vlag van Weiler-la-Tour

### Kanton Mersch

Vlag van Colmar-Berg
Vlag van Bissen
Vlag van Boevange-sur-Attert
Vlag van Fischbach
Vlag van Heffingen
Vlag van Larochette
Vlag van Lintgen
Vlag van Lorentzweiler
Vlag van Mersch
Vlag van Nommern
Vlag van Tuntange